# 長川里駅
長川里駅（チャンチョンニえき、朝鮮語: 장천리역）は、朝鮮民主主義人民共和国黄海北道黄州郡にある駅で、松林線に属する。 

## 歴史
- 1915年12月5日：開業[1]。

## 隣の駅
松林線
黄州駅 - 長川里駅 - 松林青年駅